# Long-bec de Bocage
Motacilla bocagii · Nasique de Bocage, Fauvette de São Tomé
Espèce
Statut de conservation UICN

VU : Vulnérable
Le Long-bec de Bocage (Motacilla bocagii), également appelé Nasique de Bocage ou Fauvette de São Tomé, est une espèce de passereaux de la famille des Motacillidae. Cette espèce était anciennement placée dans le genre Amaurocichla. Cet oiseau est endémique de l'île de São Tomé.

## Description
Dans sa publication de 1892, Sharpe décrit cet oiseau comme suit : 

« Adulte. Couleur générale dessus brun chocolat uniforme, ailes et queue un peu plus foncées que le dos ; lores et côtés de la face brun foncé comme le dos, couvertures auriculaires légèrement roux, comme les côtés du cou ; joues et gorge blanchâtres, avec une ligne malaire légèrement indiquée de couleur rousse ; partie inférieure de la gorge et reste de la surface inférieure du corps roux ; abdomen isabelle ; couvertures sous-alaires isabelle ; piquants brun sépia dessous. Longueur totale 127 mm, aile 65 mm, queue 39 mm, tarse 24 mm. »

## Systématique
Le nom valide complet (avec auteur) de ce taxon est Motacilla bocagii (Sharpe, 1892).
L'espèce a été initialement classée dans le genre Amaurocichla sous le protonyme Amaurocichla bocagii Sharpe, 1892,.
Ce taxon porte en français les noms vernaculaires ou normalisés suivants : Long-bec de Bocage, Nasique de Bocage, Fauvette de São Tomé,.
Motacilla bocagii a pour synonymes :
- Amaurocichla bocagii Sharpe, 1892
- Amaurocichla bocagii bocagii Sharpe, 1892

### Publication originale
- (en) R. Bowdler Sharpe, « Descriptions of some new Species of Timeliine Birds from West Africa », Proceedings of the Zoological Society of London, Londres, ZSL, vol. 60, no 2,‎ 1892, p. 227–270 (ISSN 0370-2774, OCLC 1779524, BNF 32843178, DOI 10.1111/J.1469-7998.1892.TB06829.X, lire en ligne).